# Bergnonne
Die Bergnonne (Lonchura monticola), auch Bergschilffink genannt, ist eine Art aus der Familie der Prachtfinken. Es werden zwei Unterarten unterschieden.

## Beschreibung
Die Bergnonne erreicht eine Körperlänge von elf bis zwölf Zentimeter. Es besteht kein ausgeprägter Sexualdimorphismus. Die Stirn und der Scheitel sind schwarz. Die Kopfseiten und die Kehle sind braunschwarz. Die Vorderbrust ist weiß und weist eine schwache bräunliche Fleckung auf. Die Vorderbrust ist durch ein breites schwarzes Querband von der weißlichen Körperunterseite getrennt. Der Hinterhals, der Rücken und die Flügel sind düster kastanienbraun. Der hintere Bürzel sowie die Oberschwanzdecken sind gelb. Die Körperseiten sind grob schwarzweiß gefleckt oder gebändert. Schenkel und Unterschwanzdecken sind schwarz. Der kräftige Schnabel ist bläulich. 
Jungvögel sind auf der Körperoberseite braun und haben eine bräunlich graue Brust. Die Unterschwanzdecken sind rostfarben. Die übrige Körperunterseite ist gelblich weiß.  

## Verbreitungsgebiet und Lebensweise
Das Verbreitungsgebiet der Bergnonne ist verhältnismäßig klein. Sie kommt ausschließlich im Hochgebirge des Südostens Neuguineas vor. Ihr Lebensraum sind Höhenlagen zwischen 2.800 und 3.900 Meter über NN. Sie kommt dort bevorzugt im alpinen Grasland vor und ist häufig in der Nähe von Büschen, Bäumen oder Felsen zu beobachten. Die Nahrung besteht aus Bambus- und Grassamen. Diese werden sowohl vom Erdboden aufgepickt als auch direkt aus den Fruchtständen herausgeklaubt.
Ähnlich wie für die Höhennonne und die Schwarzbrustnonne, die beide gleichfalls im Bergland Neuguineas vorkommen, ist über die Lebensweise der Bergnonne verhältnismäßig wenig bekannt.